# Azahriah
Attila Baukó, cunoscut și sub numele de Azahriah (n. 28 ianuarie 2002, Budapesta, Ungaria), este un cântăreț, compozitor și YouTuber maghiar.
A apărut pentru prima dată ca Paul Street pe YouTube, acoperind subiecte înspăimântătoare și misterioase cu un serial numit Rejtélyek nyomában („Misterele din urmă”). Cântă la chitară încă din copilărie și a început să facă muzică într-un mod mai serios în 2017. El își publică melodiile sub numele de scenă Azahriah din 2019.
A cântat în fața unei săli pline la Puskás Aréna în trei ocazii consecutive (24, 25 și 26 mai 2024), devenind primul artist maghiar care a făcut acest lucru.

## Tinerețe
Attila Baukó s-a născut în cartierul Újpalota din Budapesta în 2002. Părinții lui au divorțat, dar el menține o relație bună cu amândoi. Mama lui este un soldat profesionist, care a servit de două ori în forțele de menținere a păcii din Kosovo. Tatăl său a lucrat pentru un producător de mașini din Germania. A învățat să facă videoclipuri, precum și să cânte la chitară și să vorbească engleza, din tutorialele YouTube.
Și-a dorit să facă muzică de la o vârstă fragedă și a ales chitara datorită aprecierii sale pentru heavy metal. Unii dintre artiștii săi preferați sunt Slipknot, System of a Down, Metallica, Iron Maiden, Pink Floyd și Led Zeppelin.

## Carieră
A început un canal YouTube pe 9 februarie 2014, intitulat „Paul Street”. Numele este o referire la romanul clasic maghiar The Paul Street Boys. Inițial, a postat vloguri, apoi a început să facă videoclipuri despre subiecte misterioase și/sau înspăimântătoare. Canalul avea peste 500.000 de abonați în aprilie 2023.
A început să-și lanseze melodiile sub pseudonimul Azahriah în 2019, cu ajutorul lui Botond Pócsi (Hundred Sins). Numele său de scenă provine din versiunea latină a numelui Uzziah, al zecelea rege al vechiului Regat al lui Iuda. Prima melodie compusă de el însuși, intitulată „Hathor” a fost lansată pe 28 ianuarie 2020. Albumul său de debut, I'm Worse, cu versuri în limba engleză, a fost lansat pe 15 aprilie 2020. Al doilea album în limba engleză, Camouflage, a fost lansat pe 29 iunie 2021.
Cântecul „EL BARTO” a ocupat locul 6 în același top în iulie 2021. A devenit cel mai bun artist maghiar la MTV Europe Music Awards 2021⁠(d).
A lansat un EP intitulat silbak pe 10 august 2022. Toate melodiile au intrat în Mahasz Stream Top 40, iar unele dintre ele au apărut în alte topuri Mahasz și în topul local Billboard Hungary Songs.
Pe 10 martie 2023, Azahriah a susținut un concert la László Papp Budapest Sports Arena.
El a lansat un alt album, intitulat Memento, pe 1 mai 2023. 